# Talitha Getty
Talitha Getty, nata Talitha Dina Pol (Modjokerto, 18 ottobre 1940 – Roma, 11 luglio 1971), è stata un'attrice e modella olandese.
È nota per il suo servizio fotografico realizzato nel 1967 nella sua casa di Marrakech (Marocco) da Patrick Lichfield per il suo libro The Most Beautiful Women.

## Biografia
Nata nel 1940 come Talitha Dina Pol a Giava, quando questa era parte delle allora Indie orientali olandesi, era figlia del pittore Willem Jilts Pol (1905-1988), il quale aveva sposato Poppet John (1912-1997), figlia del pittore gallese Augustus John (1878-1961). Dall'occupazione giapponese dell'odierna Indonesia, trascorse i primi anni in un campo di prigionia nipponico insieme a sua madre; suo padre venne portato in un altro campo, e poi di lui si persero le tracce.

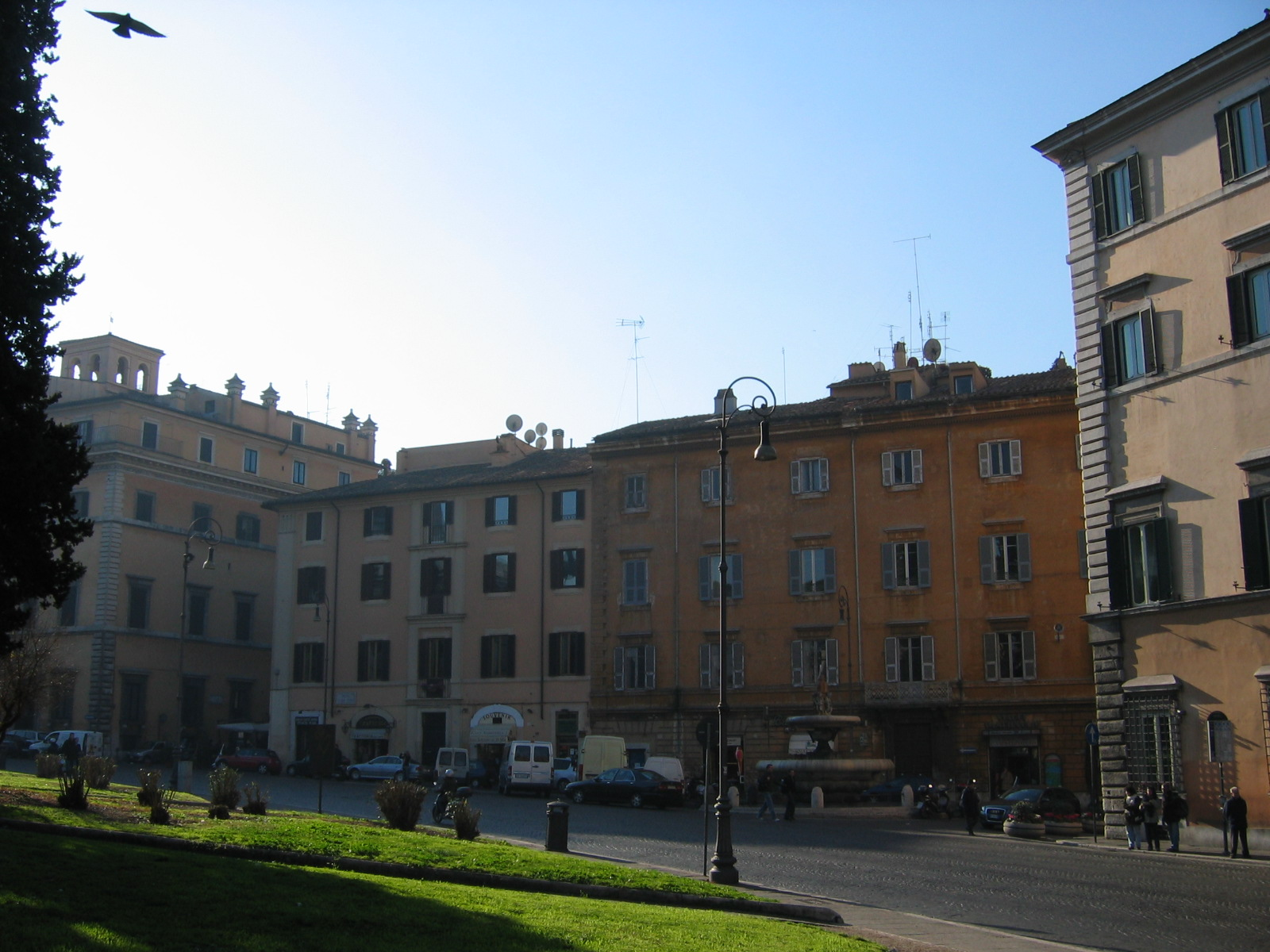
Il palazzo in piazza d'Aracoeli a Roma dove morì Talitha Getty

Nel 1945 si spostò a Londra con la madre, che tuttavia morì appena tre anni dopo. Proseguì gli studi alla Royal Academy of Dramatic Art (RADA), venendo poi notata dal giornalista Jonathan Meades, che la definì «la donna più giovane e bella che avessi mai visto... Rimasi a bocca aperta, incapace di dissimulare il mio stupore»; destò inoltre l'attenzione del danzatore russo Rudol'f Nureev, il quale la incontrò a una festa nel 1965 e disse di lei che «non era mai [stato] preso così eroticamente da una donna», tanto da desiderare di sposarla.
Lavorò come modella per Yves Saint Laurent, diventando tra le preferite della casa di moda. Durante una festa organizzata da Claus von Bülow nel 1965 incontrò il suo futuro marito, il filantropo e magnate statunitense John Paul Getty Jr., con cui si sposò al Campidoglio di Roma il 10 dicembre 1966. Nel luglio 1968 ebbe da lui un figlio, Tara Gabriel Galaxy Gramophone, e poco dopo decise di ritirarsi dal cinema.
Nell'aprile 1970 apparve sulla copertina di Vogue. Morì a soli trent'anni, per un'overdose di eroina e barbiturici, l'11 luglio 1971 a Roma, in un appartamento di piazza d'Aracoeli, dove il giorno prima era giunta in volo da Londra per riconciliarsi con il marito. La salma venne inizialmente sepolta al cimitero del Verano e in seguito, su richiesta della famiglia, traslata nel cimitero Dorpskerk Begraafplaats di Wassenaar, nei Paesi Bassi.

## Agenzie
- Chloé
- Diane von Fürstenberg
- Gucci
- Valentino
- Yves Saint Laurent

## Filmografia

### Cinema
- Village of Daughters (1962)
- The Comedy Man (1964)
- The System (1964)
- Return from the Ashes (1965)
- Dimensione della paura (Return from the Ashes), regia di J. Lee Thompson (1965)
- Barbarella, regia di Roger Vadim (1968) – non accreditata

### Televisione
- I gialli di Edgar Wallace (The Edgar Wallace Mystery Theatre) – serie TV, 1 episodio (1964)